# 蕾克西·泰勒
蕾克西·泰勒（英語：Lexxi Tyler，1983年5月16日—）是一名美國女色情演員和模特兒。2003年，開始演出了自己的第一部色情電影。

## 圖集

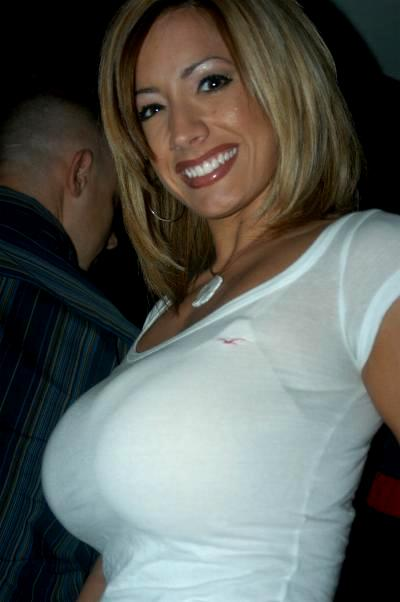
2005年，泰勒在色情明星卡拉OK
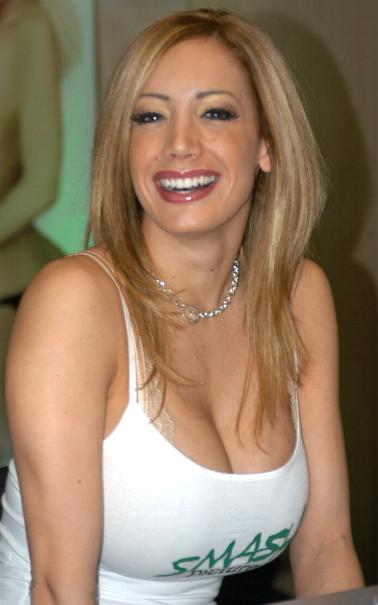
2007年，泰勒在AVN成人娛樂博覽會上
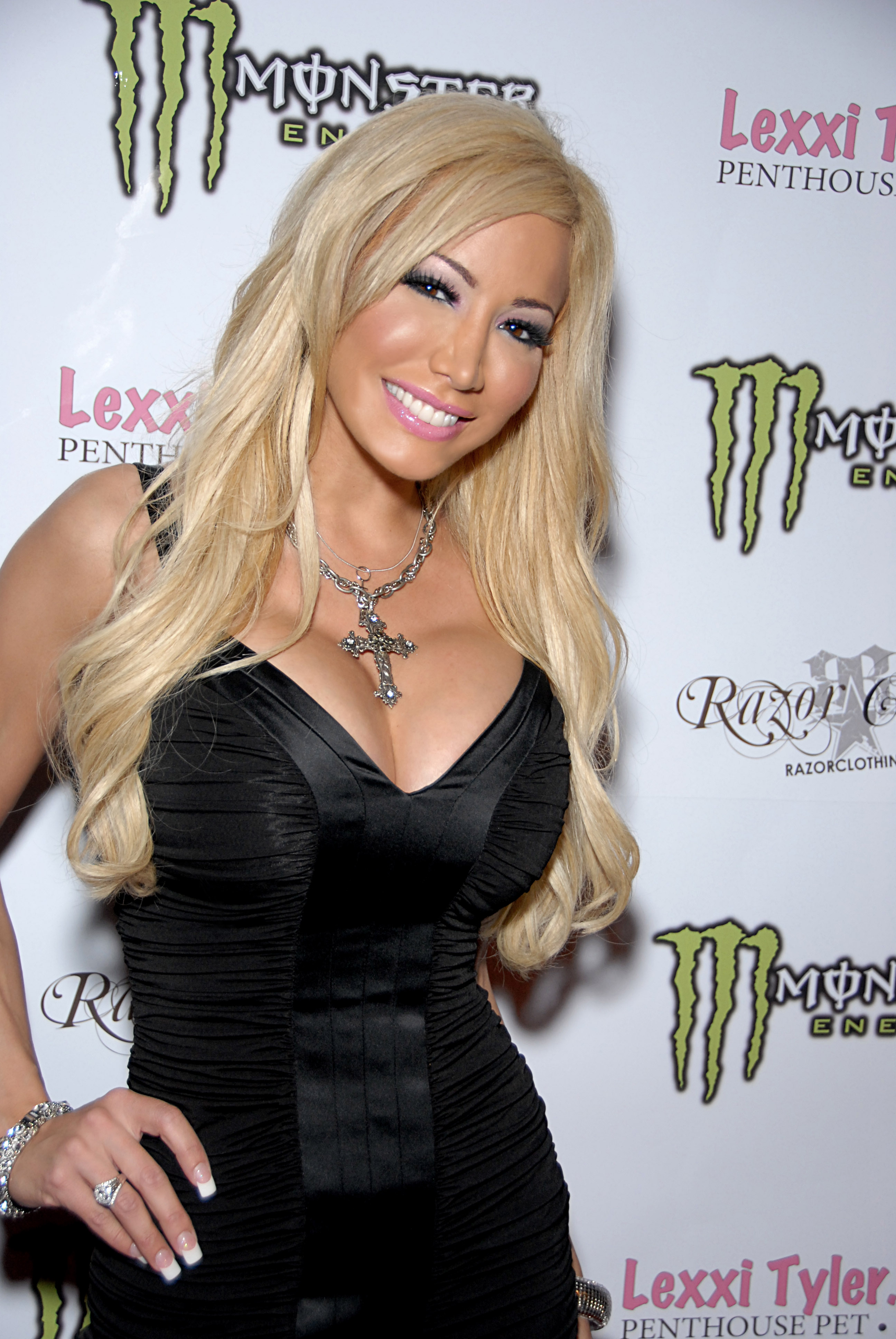
2009年，泰勒在位於好萊塢的派對上

## 外部連結
- 官方網站 （页面存档备份，存于）